# Élie Pressmann
Pour les articles homonymes, voir Pressman.
Élie Pressmann (né en 1933 à Paris) est un écrivain et scénariste. Il a été acteur jusqu'à la fin des années 1960.

## Biographie
Fils de parents émigrés de Russie dans les années 1920, il interrompt à 15 ans ses études et entre dans la vie active à la suite de la déportation de sa mère. Sa mère, Hélène Pressmann, née le 1er janvier 1899 à Baranowice (Baranavitchy) (aujourd'hui en Biélorussie), est déportée par le Convoi No. 16, en date du 7 août 1942, de Pithiviers vers Auschwitz, où elle ne survit pas.
Après sept ans d'ateliers dans tous les métiers de la confection puis de la chapellerie, accompagnés parallèlement de désirs d'expression artistique à travers le piano, la danse et la céramique, il s'initie finalement à l'art dramatique aux écoles Charles Dullin, Jacques Lecoq et Jean Lumière.
Comédien entre 1958 et 1969, il travaille notamment avec Jean Vilar dont il est l'assistant, Georges Wilson, Roger Planchon, et il est, sous une mise en scène de Sacha Pitoëff, le fiancé de Claude Jade dans la pièce Henri IV de Luigi Pirandello (1967-68). Au cinéma Élie Pressmann apparaît dans le petit rôle d'Olivier aux côtés de Brigitte Bardot dans Vie privée de Louis Malle.
Depuis 1966, date de sa première pièce L'Oisellerie, encouragé par Jean Tardieu, Élie Pressmann écrit régulièrement pour le théâtre, le cinéma et la télévision. Il est l'auteur d'une quinzaine de pièces et cosigne des scénarios tournés par Peter Kassovitz et Michel Vianey : Au bout du bout du banc, Mariage blanc, À deux pas du paradis etc., et aborde l'écriture romanesque avec La Vague alarme (1980). En 1982, il obtient une bourse de création du Centre national du livre pour L'Autre et, en 1995, pour Parlez-moi d'amour.
Plusieurs de ses textes passent sur France Culture. Il est joué au Portugal, à New York et au Japon.

## Anecdote
Dans la première scène d’Henri IV où Frida (Claude Jade) voit Henri, elle a peur, et son fiancé, que jouait Élie Pressmann, lui tenait la main pour la rassurer ; du coup, le spectateur de la pièce et fiancé de Claude Jade à l'époque, François Truffaut, rieur et malgré tout assez jaloux, l'appelait « Presse-main » (note de Baisers envolés, autobiographie de Claude Jade, p. 176).

## Filmographie

### Acteur
- 1958-1960 : La Belle Équipe d'Ange Casta (Série TV)
- 1960 : Cyrano de Bergerac (téléfilm) : D'Artagnan
- 1962 : Vie privée : Olivier
- 1963 : Le Théâtre de la jeunesse : Jean Valjean d'après Les Misérables de Victor Hugo, réalisation Alain Boudet : Combeferre
- 1966 : Les Cinq Dernières Minutes, épisode La Rose de fer de Jean-Pierre Marchand : le médecin
- 1967 : Salle n°8

### Scénariste
- 1973 : Le Canari, de Peter Kassovitz
- 1979 : Au bout du bout du banc, de Peter Kassovitz
- 1980 : Le Petit Théâtre d'Antenne 2 (épisode Sombre Claire)
- 1986 : Mariage blanc, de Peter Kassovitz
- 1992 : À deux pas du paradis, de Michel Vianey

## Théâtre
- 1960 : Hamlet de William Shakespeare, mise en scène Philippe Dauchez, Maurice Jacquemont, Théâtre des Champs-Élysées
- 1960 : La Résistible Ascension d'Arturo Ui de Bertolt Brecht, mise en scène Jean Vilar et Georges Wilson, TNP Théâtre de Chaillot
- 1961 : Arlequin valet de deux maîtres de Carlo Goldoni, mise en scène Edmond Tamiz, Théâtre Récamier
- 1963 : Lumières de bohème de Ramón María del Valle-Inclán, mise en scène Georges Wilson, TNP Théâtre de Chaillot
- 1966 : Don Carlos de Friedrich von Schiller, mise en scène Stephan Meldegg, Arras
- 1967 : Henri IV de Luigi Pirandello, mise en scène Sacha Pitoëff, Théâtre Moderne
- 1968 : Henri IV de Luigi Pirandello, mise en scène Sacha Pitoëff, Théâtre Moderne
- 1969 : La Résistible Ascension d'Arturo Ui de Bertolt Brecht, mise en scène Georges Wilson, TNP Théâtre de Chaillot

## Publications
- L'Oisellerie (théâtre), 1970.
- La Chasse (théâtre), 1971.
- Sombre Claire (pièce radiophonique), 1971.
- Le Jour et la nuit, mise en scène Pierre Boutron, Théâtre national de l'Odéon, 27 février 1978
- C'est toi, Vincent ? (théâtre), 1981.
- La Solitude de l'œuf avant l'omelette (essai), 1981.
- L'Inconnue en rouge et noir (journal fragmentaire), 2003.
- Parlez-moi d'amour, 2003.
- Le Bout du monde (théâtre), 2009.